# Puńsk (gmina)
Puńsk (do 1952 gmina Sejwy) – gmina wiejska w województwie podlaskim, w powiecie sejneńskim; siedzibą gminy jest Puńsk.
W latach 1975–1998 gmina położona była w województwie suwalskim.
30 czerwca 2008 gminę zamieszkiwało 4365 osób. Od 2006 język litewski jest w gminie Puńsk językiem pomocniczym, w 2008 wprowadzono 30 dwujęzycznych nazw geograficznych dla miejscowości.
Na terenie gminy znajduje się rezerwat przyrody Bobruczek.

## Struktura powierzchni
Według danych z roku 2005 gmina Puńsk ma obszar 138,37 km², w tym:
- użytki rolne: 79%
- użytki leśne: 11%

Gmina stanowi 16,16% powierzchni powiatu.

## Demografia

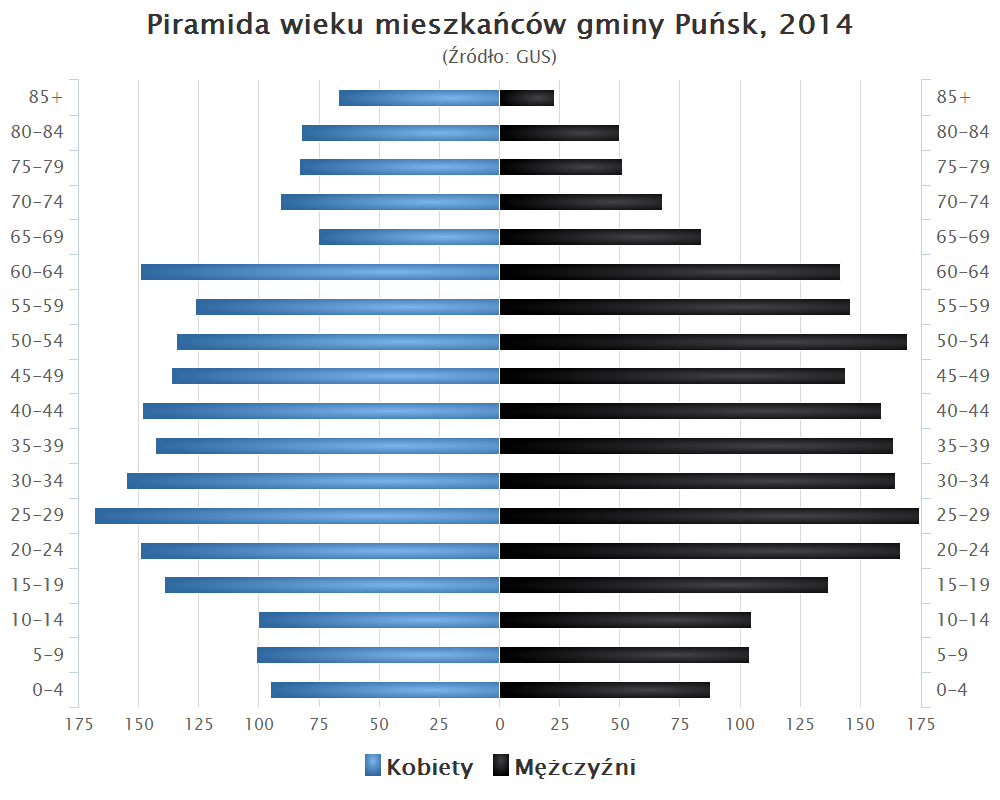
Piramida wieku mieszkańców gminy Puńsk w 2014 roku

Struktura demograficzna mieszkańców gminy Puńsk według danych z 30 czerwca 2008 r.:
| Opis                                | Ogółem | Ogółem | Kobiety | Kobiety | Mężczyźni | Mężczyźni |
| ----------------------------------- | ------ | ------ | ------- | ------- | --------- | --------- |
| Jednostka                           | osób   | %      | osób    | %       | osób      | %         |
| Populacja                           | 4365   | 100    | 2185    | 50,06   | 2180      | 49,94     |
| Wiek przedprodukcyjny (0–17 lat)    | 905    | 20,73  | 453     | 10,38   | 452       | 10,36     |
| Wiek produkcyjny (18–65 lat)        | 2665   | 61,05  | 1226    | 28,09   | 1439      | 32,97     |
| Wiek poprodukcyjny (powyżej 65 lat) | 795    | 18,21  | 506     | 11,59   | 289       | 6,62      |

## Struktura narodowościowa
W spisie powszechnym z 2002 74,9% mieszkańców gminy zadeklarowało narodowość litewską, 25,1% określiło się jako Polacy.
W spisie powszechnym z 2011 75,7% mieszkańców gminy zadeklarowało narodowość litewską, jako Polacy określiło się 24,3% mieszkańców.
Według spisu powszechnego z 2021 roku gmina była jedyną w całym kraju, gdzie Polacy stanowili mniejszość. Wśród mieszkańców gminy narodowość litewską zadeklarowało 69,77% respondentów, a narodowość polską 39,32% ludności.

## Dwujęzyczne tablice z nazwami miejscowości
Zgodnie z ustawą o mniejszościach narodowych i etnicznych oraz o języku regionalnym, w czerwcu 2009 roku, na koszt MSWiA, w trzydziestu miejscowościach gminy zamontowano dwujęzyczne tablice drogowe.

## Sołectwa
Boksze-Osada, Boksze Stare, Buda Zawidugierska, Buraki, Dowiaciszki, Dziedziule, Giłujsze, Kalinowo, Kompocie, Krejwiany, Nowiniki, Ogórki, Oszkinie, Pełele, Poluńce, Przystawańce, Puńsk, Rejsztokiemie, Sankury, Sejwy, Skarkiszki, Smolany, Szlinokiemie, Szołtany, Tauroszyszki, Trakiszki, Trompole, Widugiery, Wiłkopedzie, Wojciuliszki, Wojtokiemie, Wołyńce, Żwikiele.

## Sąsiednie gminy
Krasnopol, Sejny, Szypliszki. Gmina sąsiaduje z Litwą.